# Colletes brimleyi
Colletes brimleyi är ett solitärt bi som beskrevs av Mitchell 1951. Det ingår i släktet sidenbin och familjen korttungebin. Inga underarter finns listade i Catalogue of Life.

## Utseende
Ett relativt litet bi med en kroppslängd på 8 till 10 mm. Huvud och mellankropp har kraftig, blekt brungul päls som mörknar mot bakänden. Bakkroppen har mycket kort, blek behåring. Tergiternas (bakkroppssegmentens) bakkanter hos hanen är otydligt rödaktiga.

## Ekologi
Arten flyger mellan maj och juni. Den är oligolektisk, det vill säga den flyger till ett begränsat antal arter, i detta fall järneksväxtarterna Ilex cassine och Ilex glabra, Avokadoarterna Persea borbonia och Persea humilis, ekarna Quercus laurifolia och Quercus myrtifolia samt palmen Serenoa repens. Honorna hämtar främst pollen till larverna från ekar.

## Utbredning
Utbredningsområdet omfattar östra USA från New Jersey över North Carolina och Georgia till Florida.